# 唐川安夫
唐川 安夫（からかわ やすお、1895年〈明治28年〉11月19日 - 1977年〈昭和52年〉7月29日）は、日本の陸軍軍人。最終階級は陸軍中将。

## 経歴
福山中学校、広島陸軍地方幼年学校、中央幼年学校を経て、1917年（大正6年）5月、陸軍士官学校（29期）を卒業。同年12月、砲兵少尉に任官し野砲兵第1連隊付となる。陸軍砲工学校高等科を卒業し、さらに1927年（昭和2年）12月、陸軍大学校（39期）を卒業した。
野砲兵第1連隊中隊長、参謀本部付勤務、参謀本部員、イタリア駐在、陸軍兵器本廠付、陸軍重砲兵学校教官、参謀本部員を経て、1938年（昭和13年）6月から翌年3月まで大本営謀略課長を務めた。イタリア大使館付武官、参謀本部欧米課長、参謀本部謀略課長を歴任し、日中戦争に第13軍参謀長として出征。1941年（昭和16年）10月、陸軍少将に昇進。
1942年（昭和17年）12月1日、支那派遣軍総参謀副長となり、1944年（昭和19年）12月14日、第6方面軍参謀長に異動。1945年（昭和20年）3月1日、陸軍中将に進級し、同年4月30日に第205師団長に補され、高知県において本土決戦に備え終戦を迎えた。同年12月、予備役に編入され、東部復員連絡局総務部長を経て、1946年（昭和21年）6月から翌1947年（昭和22年）2月まで、東部復員連絡局長に在任。
1947年11月28日、公職追放仮指定を受けた。

## 栄典
外国勲章佩用允許
- 1942年（昭和17年）4月23日[2]
  - ドイツ国：ドイツ鷲勲章一等功労十字章
  - イタリア王国：イタリア王冠勲章コメンダトーレ

## 家族親族
- 義父 赤井春海（陸軍中将）
- 義弟 青木喬（陸軍少将）